# Sidney Pullen
Sidney Pullen (Southampton, 1895. július 4. – Rio de Janeiro, 1950) angol labdarúgó csatár, nemzetközi labdarúgó-játékvezető, edző.

## Pályafutása

### Labdarúgóként
Édesapját Brazíliába szólította munkája. Labdarúgóként 1910–1914 között a Paissandu Atlético Clube játékosa. 1912-ben, 17 évesen klubjával megnyerték a Campeonato Carioca kupát. Amikor klubja megszűnt, átigazolt a CR Flamengo egyesületbe csapatkapitány, ahol 1915–1925 között csatárként (116 mérkőzésen 41 gólt rúgott). Klubjával 5 alkalommal megnyerte a Campeonato Carioca kupát. 1916–1917 között egyetlen külföldiként, az 1916-os Copa América nemzetközi labdarúgó tornán 3 alkalommal szerepelt a Brazil labdarúgó-válogatottban, két alkalommal a Dublin FC Montevideo és Sportivo Barracas Buenos Aires felkészülési mérkőzésen. Az első világháborúban harcolt az Angol hadsereg kötelékében. 1925-től a klub edzőjeként tevékenykedett.

#### Válogatott mérkőzései
| Időpont          | Helyszín                       | Mérkőzés típusa | Mérkőzés           | Játékvezető  | Eredmény | Nézők száma |
| ---------------- | ------------------------------ | --------------- | ------------------ | ------------ | -------- | ----------- |
| 1916. július 8.  | G.E.B.A. Stadion, Buenos Aires | csoportmérkőzés | Brazília–Chile     | León Peyrou  | 1 – 1    | 15 000      |
| 1916. július 10. | G.E.B.A. Stadion, Buenos Aires | csoportmérkőzés | Argentína–Brazília | Carlos Fanta | 1 – 1    | 16 000      |
| 1916. július 12. | G.E.B.A. Stadion, Buenos Aires | csoportmérkőzés | Uruguay–Brazília   | Carlos Fanta | 2 – 1    | 15 000      |

### Nemzeti játékvezetés
A kor követelményeinek megfelelően játékvezetői vizsgát nem kellett tennie. Angol labdarúgó létére, nála elfogadták a játékszabályok ismeretét. A Brazil labdarúgó-szövetség kérésére vezetett, bemutató (felkészülési) jellegű mérkőzéseket.

### Nemzetközi játékvezetés
Az első Copa América labdarúgó tornát Argentína függetlenségének 100. évfordulója alkalmából rendezték. A rendezőknek nem állt rendelkezésére olyan Dél-amerikai nemzetközi játékvezetői csoport, amely játékvezetőket tudott volna biztosítani, ezért a részvevők közül kértek fel sportvezetőket, sportolókat játékvezetőnek. A torna idején megalakult COMNEBOL. Válogatott mérkőzéseinek száma: 1.

#### Copa América
Argentína rendezte az első, az 1916-os Copa América nemzetközi tornát, ahol a rendezők felkérték, hogy vezessen mérkőzést. A Brazil labdarúgó-válogatott tagjaként játszott mind a három mérkőzésen. A négy részt vevő válogatott egy csoportban körmérkőzés formában játszott.

##### 1916-os Copa América

###### Copa América mérkőzés
| Időpont         | Helyszín                       | Mérkőzés típusa | Mérkőzés        | Eredmény | Nézők száma |
| --------------- | ------------------------------ | --------------- | --------------- | -------- | ----------- |
| 1916. július 6. | G.E.B.A. Stadion, Buenos Aires | csoportmérkőzés | Argentína–Chile | 6 – 1    | 18 000      |